# Denon
Denon (株式会社デノン, Kabushiki Kaisha Denon) is een Japans elektronicabedrijf, gespecialiseerd in de productie van hifi-apparatuur voor de professionele en consumentenmarkt.

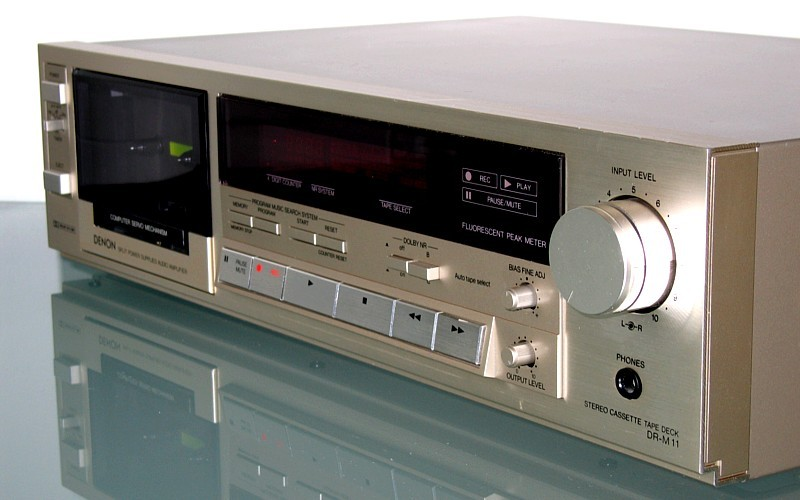
Een cassettedeck van Denon.

Het bedrijf was betrokken bij de vroege ontwikkeling van digitale audio-technologie. Tientallen jaren was Denon de merknaam van Nippon-Columbia, inclusief het Nippon Columbia platenlabel.
In 2001 is Denon afgesplitst tot een zelfstandig bedrijf met als aandeelhouders Ripplewood Holdings (98%) en Hitachi (2%). In 2002 is Denon gefuseerd met Marantz tot D&M Holdings. De merknamen Denon en Marantz blijven gehandhaafd voor verschillende productseries die elkaar beconcurreren.
De naam Denon schijnt af te stammen van een fusie tussen Denki Onkyo en andere bedrijven in 1939. De naam Denon is een afkorting van de oorspronkelijke bedrijfsnaam 'Nippon DENki ONkyo Kabushikigaisha'. Denon maakte in de beginperiode van het bedrijf uitsluitend geluidsdragers en in een later stadium pas geluidsspelers.

## Producten
Denon produceerde begin jaren 1990 dubbel-cd-spelers, wat uiteindelijk een standaard werd. Daarnaast ontwierp Denon ook de enige dubbel-Minidisc-speler voor dj's. Denon werd populair in de wereld van diskjockey's met de DNS-1000, een compacte draaitafel met een combinatie van technieken. Denon werd ook bekend om zijn high-end audio-video-versterkers en hun legendarische DL-103 MC-element uit 1963, dat speciaal voor de Japanse radio was ontwikkeld.
In 2017 produceert Denon de volgende apparatuur:
- Multiroomspeakers en -apparatuur
- Home cinema
- Hifi-audioapparatuur
- Mini-audiosets
- Draagbare audioapparatuur